# Plaza de la Paja

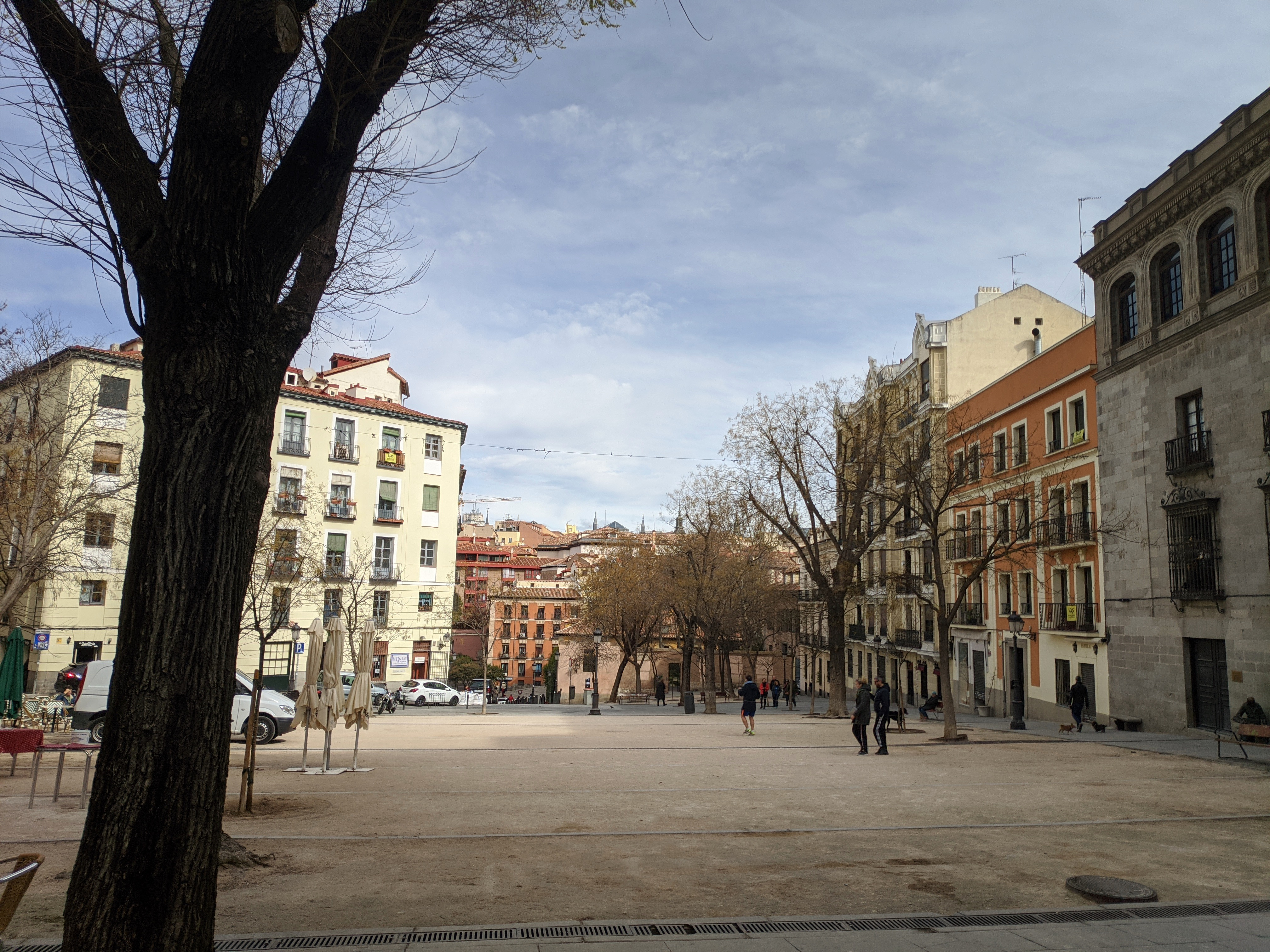
Vista general de la plaza

La plaza de la Paja se encuentra en la zona conocida como Madrid de los Austrias, en el centro histórico de la capital española y dentro del castizo barrio de La Latina. La atraviesa de norte a sur la costanilla de San Andrés, próxima a la calle de Segovia, y en ella confluyen diferentes vías de trazado medieval: por el este desemboca la calle del Príncipe de Anglona y por el oeste las calles de Alamillo, del Toro, Alfonso VI y de la Redondilla.

## Historia

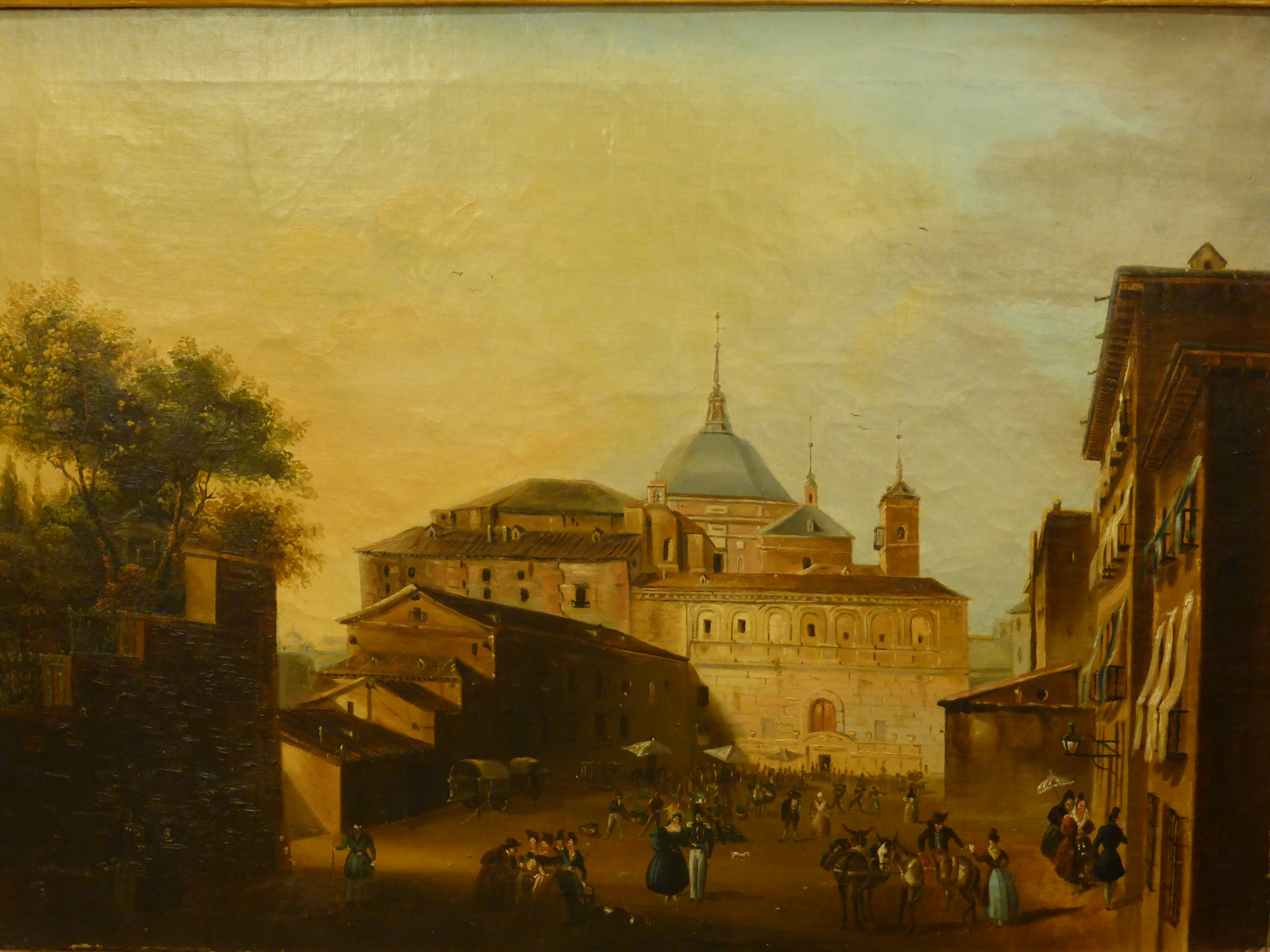
Plaza de la Paja, según pintura del año 1838, de José María Avrial. Museo de Historia de Madrid.

La plaza fue el gran mercado de Madrid durante los siglos XIII y XIV, y su auténtico centro neurálgico y ágora. Entró en decadencia a partir del siglo XV, cuando el rey Juan II de Castilla ordenó construir la plaza del Arrabal (precedente de la plaza Mayor), a donde se desplazó la actividad comercial de la villa.

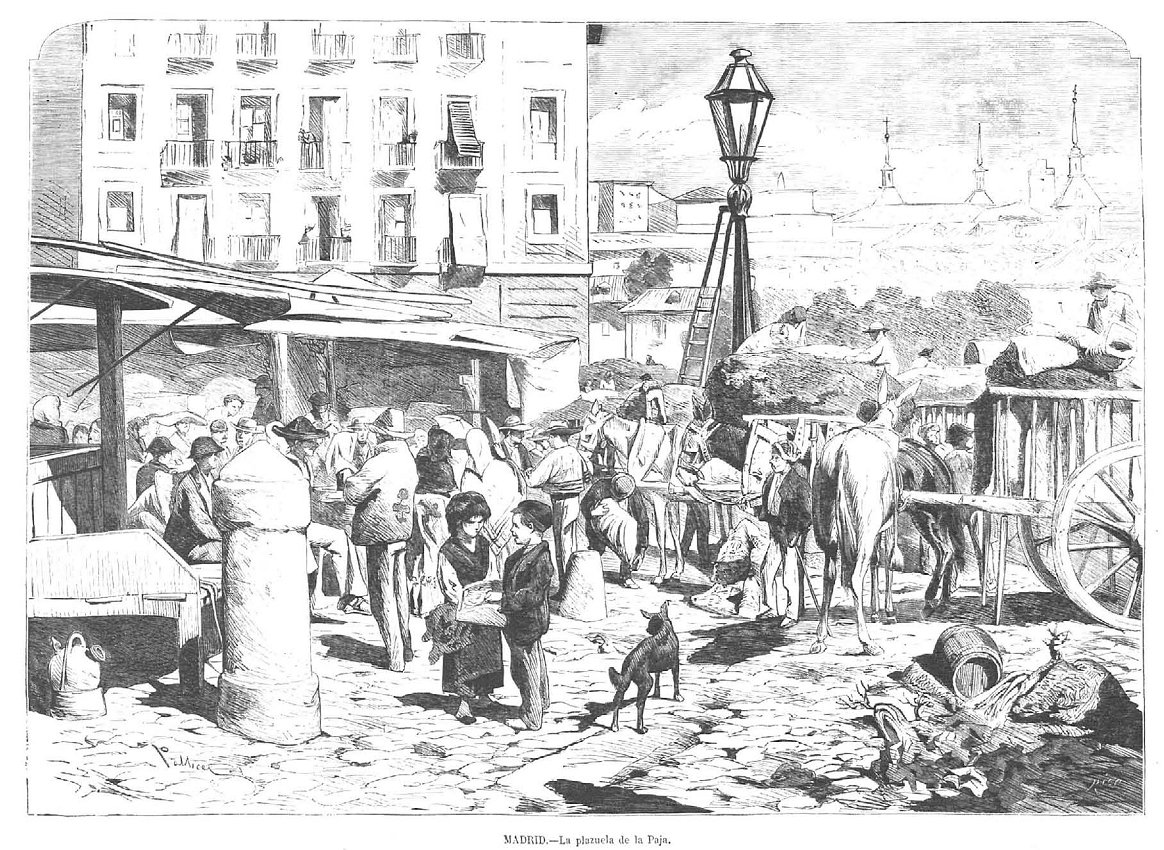
Plaza de la Paja, ca. 1872, de Pellicer.

Pese a ello, mantuvo su importancia como lugar de residencia de las principales familias nobiliarias de Madrid. En su entorno estaban situados diferentes palacios, como las casas palaciegas de los Lasso de Castilla y de los marqueses de la Romana, entre otras, de los que sólo se conserva el palacio de los Vargas, apellido vinculado al patriciado urbano desde la conquista cristiana de la ciudad. El palacio, en la segunda mitad del siglo XIX hubo un café, luego un teatro e imprenta. Además, desde uno de sus aposentos tenía su oficina la Caja de Imposiciones de Baldomera Larra, hija de Mariano José de Larra, desde la que fraguó una estafa piramidal de gran envergadura.
La plaza toma nombre de la obligación del vecindario de la villa de entregar paja a los capellanes y cabildo de la capilla del Obispo, para sus mulas.
Rodrigo Muñoz Avia narra en La casa de los pintores que su padre, el pintor Lucio Muñoz iba regularmente a la plaza a comprar las maderas para sus cuadros a un taller de carpintería situado bajo la Capilla del Obispo.

## Edificios

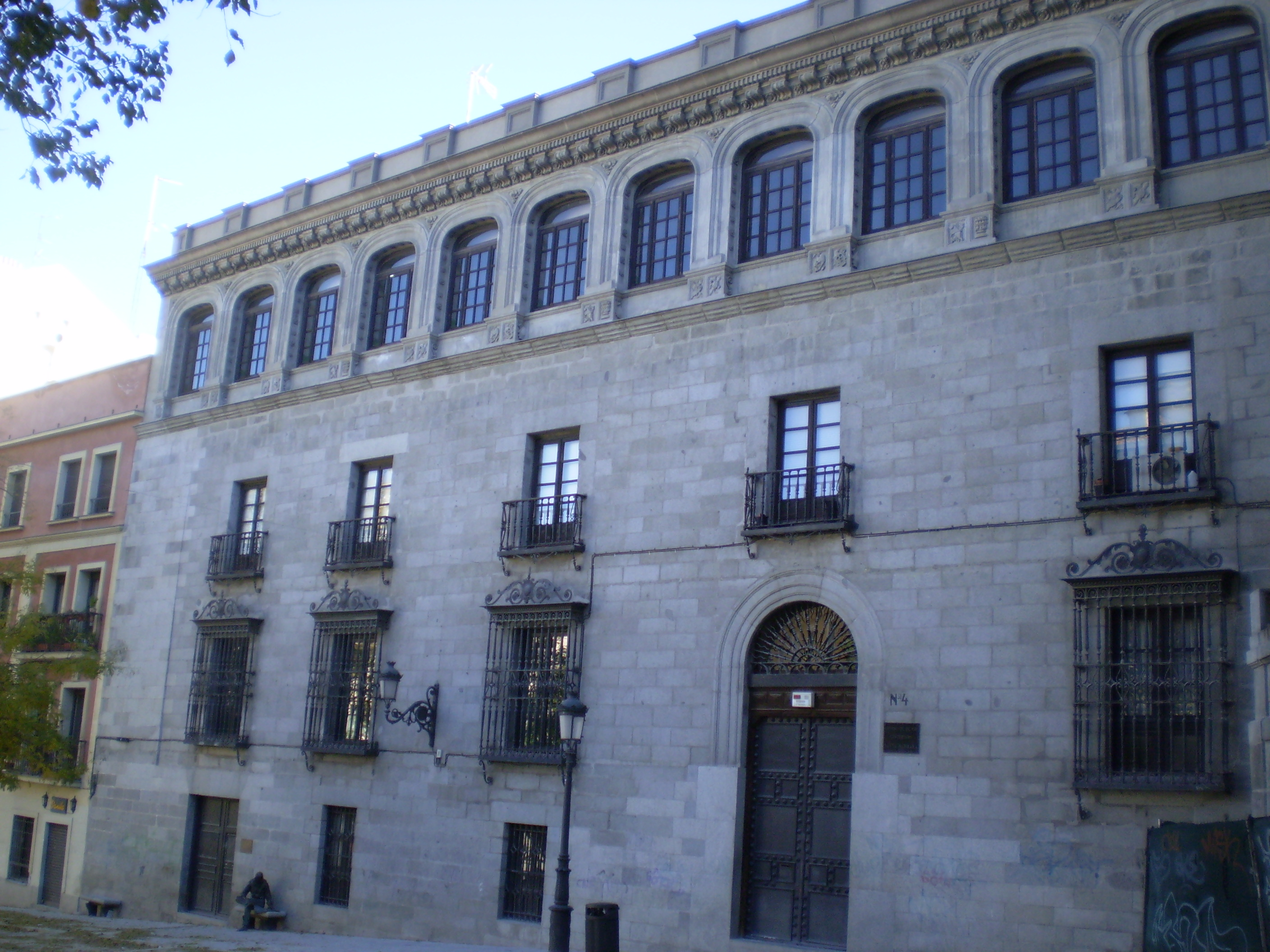
Fachada del palacio de los Vargas, uno de los conjuntos monumentales situado en la plaza.

Este recinto irregular e inclinado (pendiente provocada por el barranco del desaparecido arroyo de San Pedro por cuyo cauce pasa la calle de Segovia) está definido por tres conjuntos de interés histórico-artístico, tanto religiosos como civiles. 
La capilla del Obispo aparece adosada al complejo parroquial de la iglesia de San Andrés, aunque sin acceso directo al mismo. Fue construida entre 1520 y 1535, a instancias de la Casa de los Vargas, para albergar los restos mortales de San Isidro, quien, en el siglo XII, estuvo bajo la servidumbre de esta familia. Presenta una notable fachada plateresca, que deja paso, en el interior, a un estilo transitorio entre el gótico y el renacimiento. Las disputas surgidas con la parroquia de San Andrés impidieron que el cuerpo del santo se custodiase en el edificio de los Vargas, siendo trasladado a la capilla de San Isidro, anexa a la citada iglesia, y finalmente a la colegiata de San Isidro. 
Junto a la capilla, en el lado oriental del recinto, se alza el palacio de los Vargas, también del siglo XVI, pero cuya fachada fue transformada en el siglo XX, adoptándose una solución historicista y como prolongación de la capilla del Obispo, de forma que ambos conjuntos muestran idéntica fachada. Ramón Gómez de la Serna localiza en el palacio de los Vargas, "dando espectáculos de a real la pieza" el Teatro España.
Como uno de los muchos teatros-salones que se abrieron en el Madrid de la segunda mitad del siglo XIX, este se inauguró en 1874, con un proyecto de José Asensio Perdiguer.  Fue destruido por un incendio antes de finalizar el siglo.
Al norte de la plaza se conserva el jardín del Príncipe de Anglona, una de las escasas muestras de jardines nobiliarios del siglo XVIII de Madrid. Junto a él, aunque ya fuera de la Plaza de la Paja, se levanta el palacio del Príncipe de Anglona, obra del siglo XVI.

### En elsigloXXI

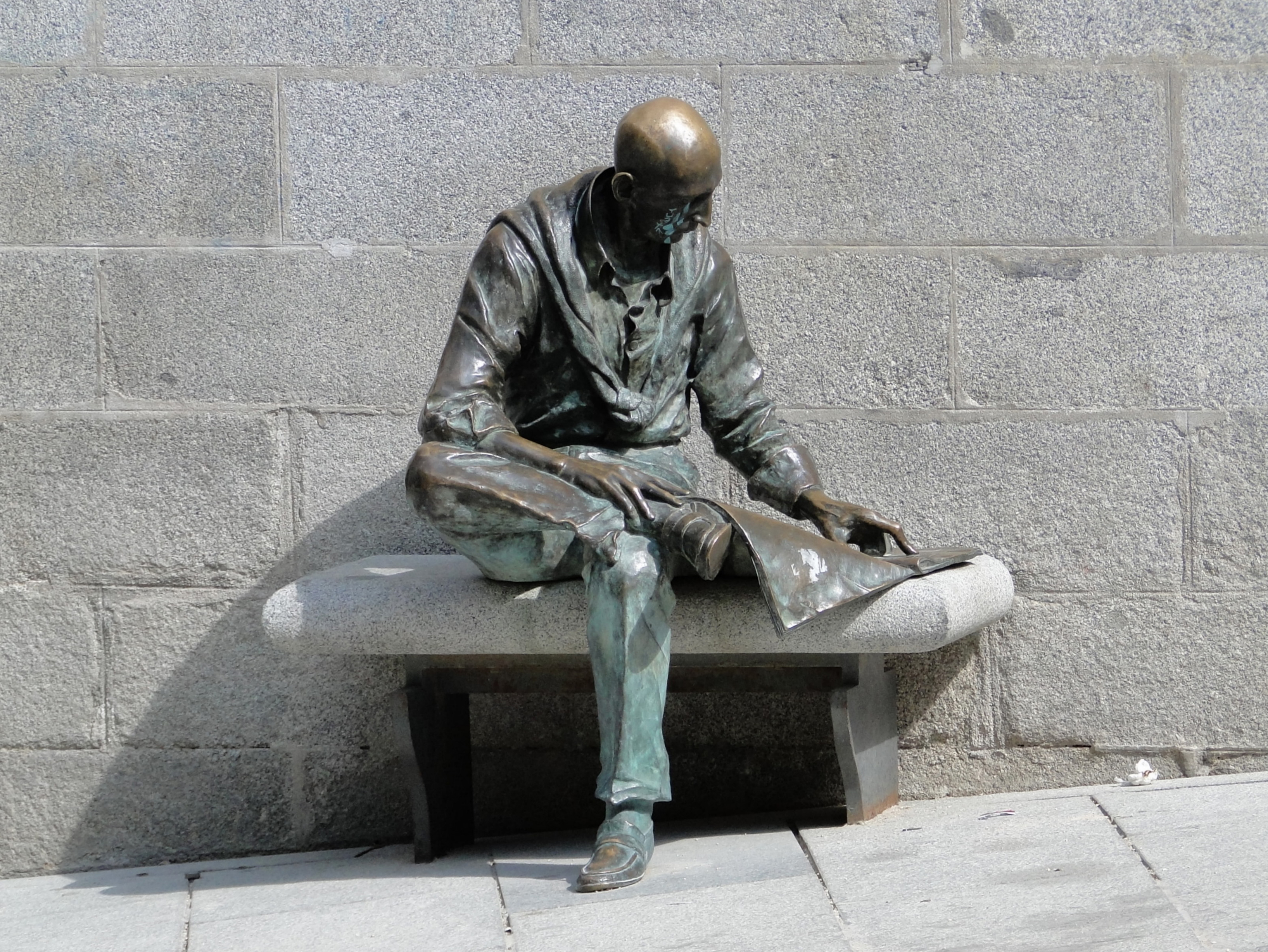
Estatua junto a la fachada del palacio de los Vargas, obra de Félix Hernando.

Al inicio del siglo XXI se urbanizó este espacio con un parque de tierra prensada con algunos árboles dispuestos en cuadrantes y delimitados por bordillos de granito, conjunto que permite salvar el desnivel del terreno. Pocos años antes se adornó la plazuela con una escultura de bronce, siguiendo la moda de figuras callejeras de tamaño natural, que representa a un hombre leyendo un periódico sentado en un banco de piedra adosado a la fachada del palacio de los Vargas.